# La terra delle storie
La Terra delle storie è una saga di libri per ragazzi scritta da Chris Colfer.
La saga ha sei libri che narrano le avventure di due gemelli Alex e Conner Baley che finiscono catapultati nel libro regalato loro dalla nonna.

## Romanzi della saga
Nel primo libro i gemelli cercano di tornare a casa dal mondo delle fiabe.
Nel secondo libro devono combattere contro una potente strega resuscitata.
Nel terzo libro devono combattere contro un esercito francese andato nella Terra delle storie per conquistarla.
Nel quarto viaggiano, grazie a una pozione (usata anche nel quinto) tra i più grandi romanzi della storia. Nel quinto libro viaggiano tra le storie scritte da Conner.
Nel sesto libro Conner e i suoi amici cercano di salvare Alex e la terra delle storie.
I - L'incantesimo del desiderio
II - Il ritorno dell'incantatrice
III - L'avvertimento dei Grimm
IV - Oltre i regni
V - L'odissea di un autore
VI - Lo scontro dei mondi